# JURASSIC
JURASSIC（ジュラシック）は、長崎県出身のソフトヴィジュアル系ハードロックバンド。黒をメインとした衣装が多かったヴィジュアル系シーンの中で、その逆を行く全身真っ白な衣装がトレードマークであった。

## 経歴
- 1998年1月 - 長崎でYU+KIとSHINGOを中心に結成[1][2][3]。
- 1998年3月 - ギタリストMAKOTOが脱退し後任としてSHUが加入。
- 1999年6月 - GET PROMOTION主催のオーディションでグランプリを獲得[1][2][3]。
- 1999年9月 - 長崎電気軌道に「JURASSIC号」が登場し、署名運動によって同年11月までの運行予定が翌年5月まで延長する[1][3]。
- 1999年10月 - 1stミニアルバム「JURASSIC」発売[1][2][3]。福岡、長崎、熊本、大分、鹿児島でインディーズチャート1位に輝く。
- 2001年11月 - 格闘技「PRIDE.17」の東京ドームイベントでオフィシャルテーマソング「Go to the limit」を特設ステージで演奏。
- 2002年4月 - シングル「The brightest」でポリスターよりメジャーデビュー[1][3]。 コカ・コーラ鈴鹿8時間耐久ロードレース第25回記念大会イメージソングとして起用。
- 2002年8月 - コカ・コーラ鈴鹿8時間耐久ロードレース前夜祭出演。
- 2003年5月 - NHK「ポップジャム」に初出演[1][2]。
- 2004年12月 - 解散[1][2][3]。
- 2010年7月 - 限定復活[2][3]。
- 2018年11月 - 再結成[4]。

## ディスコグラフィ
1.「JURASSIC」(1999年10月23日)
1. one or eight
  - 九州5局ネットのテレビ番組のエンディングテーマとして起用。
2. lonely heart alone
3. cold rain
4. I'll remember
5. HONNEY

2.「luna」(2000年5月23日)
1. Memories
2. There's no way

3.「sole」(2000年5月23日)
1. ZERO
2. Living to my heart

4.「Speed〜Look for Love〜」(2000年11月27日)・・・ツアー限定販売
1. Speed〜Look for Love〜

5.「Speed〜Look for Love〜 / Destiny」(2001年2月14日)
1. Speed〜Look for Love〜
2. DESTINY

6.「Go to the limit × 恋のかけら」(2001年7月7日)
1. Go to the limit
  - 格闘技「PRIDE」オフィシャルテーマソング。
2. 恋のかけら

7.「LIMITED EDITION」(2001年11月)・・・配布シングル
1. 僕がいるから(Demo Ver,)
  - 後に後身バンドDROWNINGの「Never say die」(2006年7月1日)に収録。[6]

8.「The brightest / ずっときっと…」(2002年7月3日)・・・メジャーデビューシングル
1. The brightest
  - コカ・コーラ鈴鹿8時間耐久ロードレース第25回記念大会イメージソング。
2. ずっときっと…
  - CX系「南国楽園ショー」エンディングテーマ。

9.「The brightest / ずっときっと…」(2002年7月3日)
1. The brightest(気が狂いそうさversion※歌詞違い)
2. ずっときっと…

10.「ROCK THE WILD SIDE」(2002年11月20日)
1. ヒポクリティカル ラブ
2. Can I?
3. fellow thing
  - NBC長崎放送12月パワープレイソング。
4. Live the snazzy
5. Fuckin' the truth

11.「LIVE THE WILD SIDE」(2003年6月18日)・・・ライブアルバム・限定1000枚
1. one or eight
2. DESTINY
3. ZERO
4. Fuckin' the truth
5. ずっときっと・・・
6. ヒポクリティカル　ラブ
7. fellow thing
8. The brightest
9. Speed
10. Go to the limit
11. Feeling

12.「Rescue U」(2003年10月5日)
1. RESCUE U
2. FIGHT IT OUT
3. RESCUE U(Instrumental version)
4. FIGHT IT OUT(Instrumental version)

13.「WHITE BEAST」(2010年7月3日)
1. Hearts
2. GOOD-BYE~また会えるその日まで~
3. Lonely Day
4. Feeling
  - オムニバスCD「Scene2」に収録されている音源とは別バージョン。

14.「GATTSUKIMASSE / Destroy」(2011年1月16日)
1. GATTSUKIMASSE！
2. Destroy
3. GATTSUKIMASSE！(Instrumental)
4. Destroy(Instrumental)

15.「LOST MY WORLD」(2018年11月26日)
1. LOST MY WORLD
2. follow one's heart

## オムニバスCD参加作品
1.「Scene2」(1998年12月18日)
1. Feeling

2.「HARD ROCK SUMMIT INNOVATION in CITTA'」(2003年11月19日)・・・ライブアルバム
1. ZERO
2. Go to the limit
3. ルパン三世のテーマ
  - きただにひろしが在籍していたLapis lazuliやPLASTIC、Spiral freeなどと共演。

3.「HARD ROCK SUMMIT IN TOKYO★永遠の夢…」(2003年12月17日)・・・ライブアルバム
1. The brightest

4.「HARD ROCK SUMMIT INNOVATION in BIG CAT」(2004年4月21日)・・・ライブアルバム
1. Fight it out
2. Fuckin' the truth
3. Movin' on without you(宇多田ヒカル)